# Max Groy
Max Groy (Hamburgo, 10 de octubre de 1982) es un deportista alemán que compitió en vela en la clase 49er.
Ganó una medalla de bronce en el Campeonato Mundial de 49er de 2004 y una medalla de oro en el Campeonato Europeo de 49er de 2003.

## Palmarés internacional
| \| Campeonato Mundial \| Campeonato Mundial \| Campeonato Mundial \| Campeonato Mundial \| \| Año \| Lugar \| Medalla \| Clase \| \| ------------------ \| ------------------ \| ------------------ \| ------------------ \| \| 2004 \| Atenas (Grecia) \| Medalla de bronce \| 49er \| \| Campeonato Europeo \| \| \| \| \| Año \| Lugar \| Medalla \| Clase \| \| 2003 \| Laredo (España) \| Medalla de oro \| 49er \| |                 |                   |       |
| Campeonato Mundial |                 |                   |       |
| Año | Lugar           | Medalla           | Clase |
| 2004 | Atenas (Grecia) | Medalla de bronce | 49er  |
| Campeonato Europeo |                 |                   |       |
| Año | Lugar           | Medalla           | Clase |
| 2003 | Laredo (España) | Medalla de oro    | 49er  |